# Christophe Castaner
Christophe Castaner (ur. 3 stycznia 1966 w Ollioules) – francuski polityk, prawnik i samorządowiec, deputowany do Zgromadzenia Narodowego, przewodniczący En Marche! (2017–2018), minister spraw wewnętrznych (2018–2020).

## Życiorys
Absolwent prawa na Université d’Aix-Marseille III, specjalizował się w międzynarodowym prawie gospodarczym i naukach karnych. Kształcił się również w zakresie politologii. Pracował początkowo w banku BNP, następnie w administracji lokalnej. Został działaczem Partii Socjalistycznej. W latach 1997–2002 pełnił różne funkcje w gabinetach ministrów rządu Lionela Jospina, w tym kierował gabinetami ministra kultury i komunikacji oraz ministra służb publicznych.
W 2001 został wybrany na mera miejscowości Forcalquier. W 2004 wszedł w skład rady regionu Prowansja-Alpy-Lazurowe Wybrzeże, objął funkcję zastępcy prezydenta tego regionu Michela Vauzelle, którą pełnił do 2012. W wyborach w 2012 uzyskał mandat posła do Zgromadzenia Narodowego XIV kadencji w departamencie Alpy Górnej Prowansji. W 2015 był kandydatem socjalistów i koalicjantów na prezydenta regionu PACA, zajmując w głosowaniu trzecie miejsce z wynikiem 16,6% głosów.
W wyborach prezydenckich w 2017 wbrew władzom PS wsparł Emmanuela Macrona, dołączył do ruchu politycznego En Marche! i został rzecznikiem prasowym kampanii prezydenckiej jego lidera. W maju tego samego roku w nowym gabinecie objął stanowiska sekretarza stanu do spraw kontaktów z parlamentem oraz rzecznika prasowego rządu. W wyborach parlamentarnych z czerwca 2017 z powodzeniem ubiegał się o poselską reelekcję, w tym samym miesiącu pozostał w składzie drugiego gabinetu Édouarda Philippe’a na dotychczasowej funkcji.
W listopadzie 2017 przy poparciu prezydenta został przewodniczącym (délégué général) ugrupowania En Marche!, w tym samym miesiącu ustąpił z funkcji rzecznika prasowego rządu. W październiku 2018 awansował na stanowisko ministra spraw wewnętrznych. Zrezygnował w tym samym miesiącu ze stanowiska w strukturze partyjnej. W lipcu 2020 zakończył pełnienie funkcji ministra. Od 2020 do końca kadencji w 2022 kierował frakcją poselską LREM. Nie utrzymał mandatu poselskiego w wyborach w 2022